# Esteban López-Escobar
Esteban López-Escobar Fernández (Valencia, 20 de octubre de 1941-Pamplona, 11 de marzo de 2025) fue un periodista y catedrático español. Catedrático de Opinión Pública en la Universidad de Navarra. Fue pionero en la integración de las principales áreas de investigación que conformaban el Departamento de Comunicación Pública en los estudios de Periodismo en España. Su pipa y su reloj quedan como recuerdos imborrables. Presidente de la World Association for Public Opinion Research (Asociación Mundial para la Investigación de la Opinión Pública, WAPOR) entre 2005 y 2006.

## Biografía

### Infancia y juventud: Asturias y Sevilla
Nació en Valencia en 1941, pero cuando tenía pocos meses su familia se trasladó a Trubia (Asturias). Su padre, artillero y doctor ingeniero de armamento y construcción trabajó en la Fábrica de Cañones. Es el cuarto de una familia de once hermanos. 
Inició los estudios de Derecho en la Universidad de Oviedo, continuó en la Universidad de Navarra y, luego en la de Sevilla; tras ser nombrado subdirector del Colegio Mayor Guadaira. En esta última universidad –en el departamento de Economía y Hacienda–, realizó su tesis doctoral sobre Derecho Presupuestario, asesorado por el profesor Jaime García Añoveros, que fue uno de los primeros ministros de Hacienda tras la muerte de Franco. Obtuvo también una diplomatura en Derecho Comparado por la Universidad de Estrasburgo y la diplomatura en Periodismo y una licenciatura en Comunicación.

### Pamplona
En 1972, Alfonso Nieto le invitó para formar parte del claustro docente de la facultad de Comunicación de la Universidad de Navarra, sucediendo a Ángel Benito como titular de Teoría General de la Información. Desarrolló toda su labor docente dedicado a la "teoría comunicativa de lo social" y a la opinión pública. Compatibilizó el cargo de primer director del Departamento de Comunicación Pública, con su tarea docente en el Programa de  Graduados Latinoamericanos (PGLA) y en la Maestría y Doctorado en Gobierno y Cultura de las Organizaciones, del Instituto Empresa y Humanismo. 
Accedió a la cátedra de Opinión Pública. Fue pionero en integrar a las principales áreas de investigación que conformaban el Departamento de Comunicación Pública, tales como: Deontología, Instituciones Políticas, Relaciones Internacionales, Comunicación Política, Comunicación Internacional y Derecho a la Información.
Tras varios años como miembro de su consejo asumió la presidencia de la World Association for Public Opinion Research - WAPOR (2005-2006), siendo junto con el sociólogo Juan José Linz, los únicos españoles en presidir dicha asociación.
Ha estudiado las campañas presidenciales en Estados Unidos. Durante su estancia como Fellow del Shorenstein Center (John F. Kennedy School of Government, Universidad de Harvard) analizó el rol político de los medios de difusión en la era de Internet.
Ocasionalmente ha colaborado en diversos medios de comunicación: ABC, El Periódico de Catalunya, Diario de Navarra, El Español, etc.
Fue uno de los fundadores de la revista Gaceta Universitaria y director de la revista Nuestro Tiempo (1974-1979), y formó parte del Consejo editorial de la revista Comunicación y Sociedad. Tras su jubilación en 2012 se incorporó a la comisión de doctorado de la UNIR en la que fue también docente.
En 2020 defendió su segunda tesis doctoral, en esta ocasión en la Facultad de Comunicación, de la Universidad de Navarra: "Charles Horton Cooley: una aproximación (Bases para una teoría comunicativa de lo social".
Esteban falleció en la madrugada del 11 de marzo en la Clínica Universidad de Navarra.

## Asociaciones a las que perteneció
- AMIC (Asian Mass Communication Research and Information Center (Singapur, 1978)
- Consejo del International Institute of Communications (Londres, 1983/84)[3]
- Consejo Editorial de la revista Gazette. International Association for Mass Communication Research[3] (IAMCR, AIERI) (1976)
- Consejo Estratégico del European Institute for the Media (Mánchester y Düsserldorf)[4]
- European Communications Council (Berlín, 1998)[4]
- Fellow del Joan Shorenstein Center for the Press, Politics and Public Policy (John F. Kennedy School of Government, Universidad de Harvard)[9]
- Fellow del Washington Program in Communications Policy Studies (Annenberg School of Communications)[4]
- Fellow de la Fundación Fulbright (American Seminar Studies, Salzburgo, 1979)
- International Institute of Communications (1981). Miembro del consejo (1983-1989)
- Visiting Fellow del European Institute for the Media (1991) y miembro del Strategic Council (1998-2001)
- World Association for Public Opinion Research (WAPOR) (1996); miembro del Consejo Ejecutivo (1998-2003).

## Publicaciones
Además de ser el autor de varias decenas de artículos, aparecidos en publicaciones especializadas, es autor y editor de una docena de libros, entre los que destacan:

### Monografías
- Los orígenes del Derecho presupuestario español, Madrid, Instituto de Estudios Administrativos, 1971, XV, 432 pp.
- Análisis del ‘nuevo orden’ internacional de la Información, Pamplona, Eunsa, 1978, 480 pp.
- Esteban López-Escobar  - Claude-Jean Bertrand, La televisión por cable en América y Europa, Madrid, Fondesco, 1986, 214 pp.
- Esteban López-Escobar  - José Luis Orihuela (eds.), La responsabilidad pública del periodista: actas de las II Jornadas Internacionales de Ciencias de la Información, Pamplona, Eunsa, 1988, 357 pp.
- Das Wirtschaftrecht der Internationalen Telekommunikation in Spanien, Baden-Baden, Nomos Verlag, 1990.
- Esteban López-Escobar - Pedro Lozano Bartolozzi, Eduardo Ortiz de Landázuri: el médico amigo, Madrid: Palabra, 1994.[14]
- Axel Zerdick - Esteban López-Escobar ( et al.) E-conomics: strategies for the digital marketplace, Nueva York, Springer, 2000, 330 pp.
- José Antonio Vidal-Quadras Rosales - Esteban López-Escobar (eds.), Fcom: 50 años preparando el futuro, Pamplona, Eunsa, 2009, 1ª, 213 pp.[15]
- Esteban López-Escobar - Pedro Lozano Bartolozzi - Jordi Rodríguez Virgili - Antonio Tolsá, ¿Qué pensamos en Navarra sobre los políticos?: framing: políticos, medios de comunicación y agenda pública, Pamplona  Eunate, 2011.[16]
- Esteban López-Escobar, Charles H. Cooley: bases para una teoría comunicativa de lo social, Pamplona, Eunsa, 2022, 1ª, 370 pp.

### Libro Homenaje
- Maxwell McCombs - Manuel Martín Algarra (eds.) Communication and social life: studies in honor of Professor Esteban López-Escobar (Comunicacion y vida social: estudios en honor del profesor Esteban López-Escobar), Pamplona: EUNSA: Ediciones Universidad de Navarra, 2012.[17]